# Хьюэтт, Доннел Фостер
Доннел Фостер Хьюэтт (англ. Donnel Foster Hewett; 1881—1971) — американский геолог и минералог. Исследовал ванадиевые месторождения Минасрагра (Minasragra), Перу. В честь него назван минерал хьюэттит.
Член Национальной академии наук США (1937).
Его отец был горным инженером и менеджером в угольной промышленности. Он вырос в Вашингтоне, округ Колумбия и Атланте. Он изучал металлургию в университете Лихай, где возник его интерес к минералогии и экономической геологии. Будучи студентом, он работал инженером на железной дороге. В 1902 году он окончил университет и работал с 1903 года в тестовой лаборатории для горнодобывающей промышленности в Питтсбурге, основной задачей которой было оценить все возможные руды и полезные ископаемые для инвесторов. Он много путешествовал в Соединенных Штатах, в Канаде, Мексике, Южной Америке и Европе. Он признал важность месторождения ванадия в Mina Ragra в Перу среди других. В 1909 году он женился и учился в течение двух лет в Йельском университете для его докторской диссертации, но только в 1924 году она была защищена. С 1911 г. работал в Геологической службе США.